# Dolno Crnilište
Dolno Crnilište (makedonska: Долно Црнилиште) är en ort i Nordmakedonien. Den ligger i kommunen Sveti Nikole, i den centrala delen av landet, 50 kilometer öster om huvudstaden Skopje. Dolno Crnilište ligger 294 meter över havet och antalet invånare är 116.